# Vladimir Gudelj
Vladimir "Vlado" Gudelj, nascut el 27 de novembre de 1966 a Trebinje, RFS de Iugoslàvia), és un ex jugador de futbol internacional iugoslau que va militar, entre altres clubs, en el Celta de Vigo on va arribar a ser màxim golejador de la Segona divisió del futbol espanyol. Actualment és el tercer màxim realitzador en la història del Celta de Vigo en Primera Divisió amb 68 gols, i el màxim del Celta en totes les categories amb 94 gols.

## Biografia
Es va formar en les categories inferiors del Velez Mostar. Allí va debutar en la màxima categoria del futbol balcànic l'any 1985 on romandria fins a l'any 1991. Passà a la lliga espanyola on va debutar el 13 de setembre de 1992 a Balaídos, en un Celta de Vigo - València CF, que va finalitzar en empat a zero.
Des de la seva arribada a Galícia, Vlado Gudelj ha esdevingut un dels millors jugadors de la història del club vigués. En el Celta ha estat màxim golejador de Segona Divisió en la temporada 1991-92. En Primera va ser el més golejador del seu equip en les temporades 1992-93, 1993-94, 1994-95, 1995-96 i 1996-97, sent, amb sis vegades, el jugador cèltic que més voltes s'ha proclamat més encertat de cara a porta.
Gudelj va finalitzar la seva carrera futbolística a la lliga espanyola jugant per a altre equip gallec: la Sociedad Deportiva Compostela, tornant així a la Segona Divisió que li va veure debutar 10 anys enrere. En les dues temporades que va jugar va marcar 9 gols en cadascuna, i fou el màxim golejador de l'equip compostel·là la temporada 2000-2001.